# 岐阜県道230号柳瀬赤坂線
岐阜県道230号柳瀬赤坂線（ぎふけんどう230ごう やなぜあかさかせん）は、岐阜県安八郡神戸町から同県大垣市に至る一般県道である。かつては大垣市大島町を起点とし、「大島赤坂線」という路線名だった。

## 概要

### 路線データ
岐阜県法規集に基づく起終点は次のとおり。
- 起点：岐阜県安八郡神戸町柳瀬（福田橋西交差点 = 岐阜県道156号曽井中島美江寺大垣線・岐阜県道212号大垣大野線交点）
- 終点：岐阜県大垣市赤坂町（国道417号交点）

## 沿革
- 1977年（昭和52年）2月27日 認定[1]
- 2002年（平成14年）4月19日 起点を大垣市大島町から安八郡神戸町柳瀬に変更し、路線名を「大島赤坂線」から「柳瀬赤坂線」に変更[2]

## 路線状況

### 重複区間
- 岐阜県道212号大垣大野線（安八郡神戸町柳瀬・福田橋西交差点 - 大垣市北方町1丁目・北方町1交差点）
- 岐阜県道217号赤坂神戸線（大垣市草道島町・赤坂新橋西交差点東方 - 大垣市赤坂町・赤坂新橋西交差点）

### 道路施設
- 福田橋（平野井川、神戸町 - 大垣市）

## 地理

### 通過する自治体
- 岐阜県
  - 安八郡
    - 神戸町

  - 大垣市

### 接続する道路
- 岐阜県道156号曽井中島美江寺大垣線・岐阜県道212号大垣大野線（安八郡神戸町柳瀬・福田橋西交差点）
- 岐阜県道212号大垣大野線（大垣市北方町1丁目・北方町1交差点）
- 岐阜県道217号赤坂神戸線（大垣市草道島町・赤坂新橋西交差点東方）
- 国道417号（大垣市赤坂町・赤坂新橋西交差点）

### 周辺
- 岐阜協立大学
- 養老鉄道養老線 東赤坂駅
- 赤坂菅野簡易郵便局
- 大垣市立赤坂小学校
- 赤坂郵便局